# 한국원자력안전기술원
한국원자력안전기술원(韓國原子力安全技術員, Korea Institute of Nuclear Safety, 약칭: KINS)은 원자력의 생산 및 이용에 따른 방사선의 재해로부터 국민을 보호하고 공공의 안전과 환경을 보전하기 위해 설립된 대한민국 원자력안전위원회 산하 기타 공공기관(원자력안전규제 전문기관)이다.

## 설립 근거
- 한국원자력안전기술원법 제1조[1]

## 경영목표 및 전략

### 미션
- 원자력의 이용개발에 따른 방사선재해로부터 국민을 보호하고 환경을 보전

### 비전
- 국민에게 신뢰받는 안전 최우선의 KINS

### 경영목표
- 선제적이고 예방적인 안전규제를 통해 국민의 안심과 신뢰 제고

### 핵심가치
- 독립성, 전문성, 책임성, 투명성, 신뢰성

### 행동강령
- 끊임없는 자기계발을 통해 최고의 역량을 발휘
- 상호 존중과 협력의 조직문화 구축
- 국민이 신뢰하는 안전한 원자력을 만들기 위해 헌신
- 원자력안전 국제공동체의 발전을 선도

### 전략 목표
- 원자력안전 최고수준 유지
- 방사선안전 최고수준 유지
- 규제기술 고도화 및 규제전문역량 강화
- 국민과의 소통 및 전략적 국제협력 이행
- 자율과 책임의 경영시스템 구축

### 전략 과제
- 안전정책 평가 및 미래 정책 로드맵 개발
- 원자력안전규제 효과성 및 효율성 강화
- 미래지향적 방사선안전규제 기반구축
- 환경감시 및 비상대응 핵심역량 강화
- 미래수요대비 규제기술 개발
- 글로벌 안전 인력양성 및 전략적 국제협력
- 원자력안전기술 해외진출 추진 및 글로벌 인증
- 고객별 규제서비스 품질 혁신
- 안전에 대한 대중소통 강화
- 통합적 전략경영관리 시스템 구축 및 운영
- 소통과 신뢰의 조직문화 정착

## 주요 업무
- 원자력법 제111조 및 방재법 제45조에 따른 정부 위탁업무 수행

#### 원자력시설 안전규제
- 원자력발전소에 대한 심사 및 검사
- 핵주기시설 및 연구로 등에 대한 심사 및 검사

#### 방사선 안전규제
- 방사성동위원소 등의 이용에 따른 안전성 확인
- 방사성폐기물 폐기시설 등의 심사 및 검사

#### 방사선 비상대응
- 방사선 사고·테러 대응 및 방재
- 전국토 및 원전주변 환경방사능 감시
- 주변국 핵실험 및 원자력사고 탐지

#### 원자력안전규제 연구개발 및 전문화
- 안전규제 기준 및 기술개발
- 안전규제 정책 및 제도 개발, 전문인력 양성

#### 글로벌 리더쉽 및 국민신뢰증진
- 국제사회 기여 강화 및 원전수출지원
- 안전문화 확산과 국민신뢰 증진 활동

## 주요 연혁
- 1981년 12월 원자력안전센터 설립(원자력연구소 내부조직)
- 1987년 6월 원자력안전센터 설립(원자력연구소 부설기관)
- 1990년 2월 한국원자력안전기술원 설립(한국원자력안전기술원법: 법률 제4195호)
- 2002년 11월 원자력 안전정보공개센터 설치
- 2004년 10월 부설 국가원자력관리통제소(NCCA)설치 -> KINAC으로 독립('06년)
- 2005년 5월 원자력발전소 2차계통 규제 인수(전기안전공사)
- 2008년 1월 국제원자력안전학교 설치(IAEA 협력센터)

## 조직

### 한국원자력안전기술원장
- 감사

#### 부원장
- 전문위원실
- 원자력안전본부
  - 원자력검사단
    - 검사총괄실
    - 원자력운영분석실
    - 고리규제실
    - 한빛규제실
    - 한울규제실
    - 월성규제실
    - 고리주재검사팀
    - 영광주재검사팀
    - 울진주재검사팀
    - 월성주재검사팀

  - 안전평가단
    - 심사총괄실
    - 안전해석실
    - 중대사고 리스크평가실
    - 기계 재료 평가실
    - 계통평가실
    - 계측전기평가실
    - 구조부지평가실
    - 품질평가실

  - 안전연구단
    - 규제검증평가실
    - 원자력안전연구실
    - 방사선안전연구실

  - 안전정책단
    - 안전정책실
    - 안전기준실
    - 국제협력실
    - 규제법무실
- 방사선안전본부
  - 방사선규제단
    - 방사선규제총괄실
    - 산업방사선평가실
    - 의료방사선평가실
    - 방사선투과검사평가실

  - 폐기물해체규제단
    - 폐기물해체규제총괄실
    - 방사선평가실
    - 처분규제실
    - 해체규제실

  - 비상대책단
    - 원자력비상대책실
    - 방사선비상대책실
    - 환경방사능평가실
    - 환경방사선탐지실

  - 생활방사선안전센터
    - 생활방사선총괄실
    - 생활방사선조사평가실
    - 생활방사선측정평가실
- 경영기획본부
  - 기획부
    - 기획실
    - 예산실
    - 사업성과실
    - 소통실

  - 경영관리부
    - 인사실
    - 총무회계실
    - 구매자산실
    - 시설안전실

  - 국제원자력안전학교
    - 교육개발실
    - 교육운영실
    - 면허시험관리실
    - 정보기술실

## 같이 보기
- 대한민국의 원자력 발전